# Thornthwaite with Padside
Thornthwaite with Padside – civil parish w Anglii, w North Yorkshire, w dystrykcie (unitary authority) North Yorkshire. W 2011 civil parish liczyła 312 mieszkańców.